# Dai (ethnie)
Pour les articles homonymes, voir Dai.
Les Dai (en chinois 傣, en hanyu pinyin Dǎi) ou les Thaï en Chine sont un groupe ethnique officiel vivant dans les préfectures autonomes dai du Xishuangbanna, et la préfecture autonome dai et jingpo de Dehong dans le sud de la province du Yunnan en Chine, mais aussi au Laos, au Viêt Nam, en Thaïlande et au Myanmar.
Les Dai forment un des cinquante-six groupes ethniques officiellement reconnus par la république populaire de Chine et sont très proches des Thaï qui forment le groupe ethnique majoritaire en Thaïlande. Ils étaient un peu moins de 1,2 million à la fin du XXe siècle.

## Langues

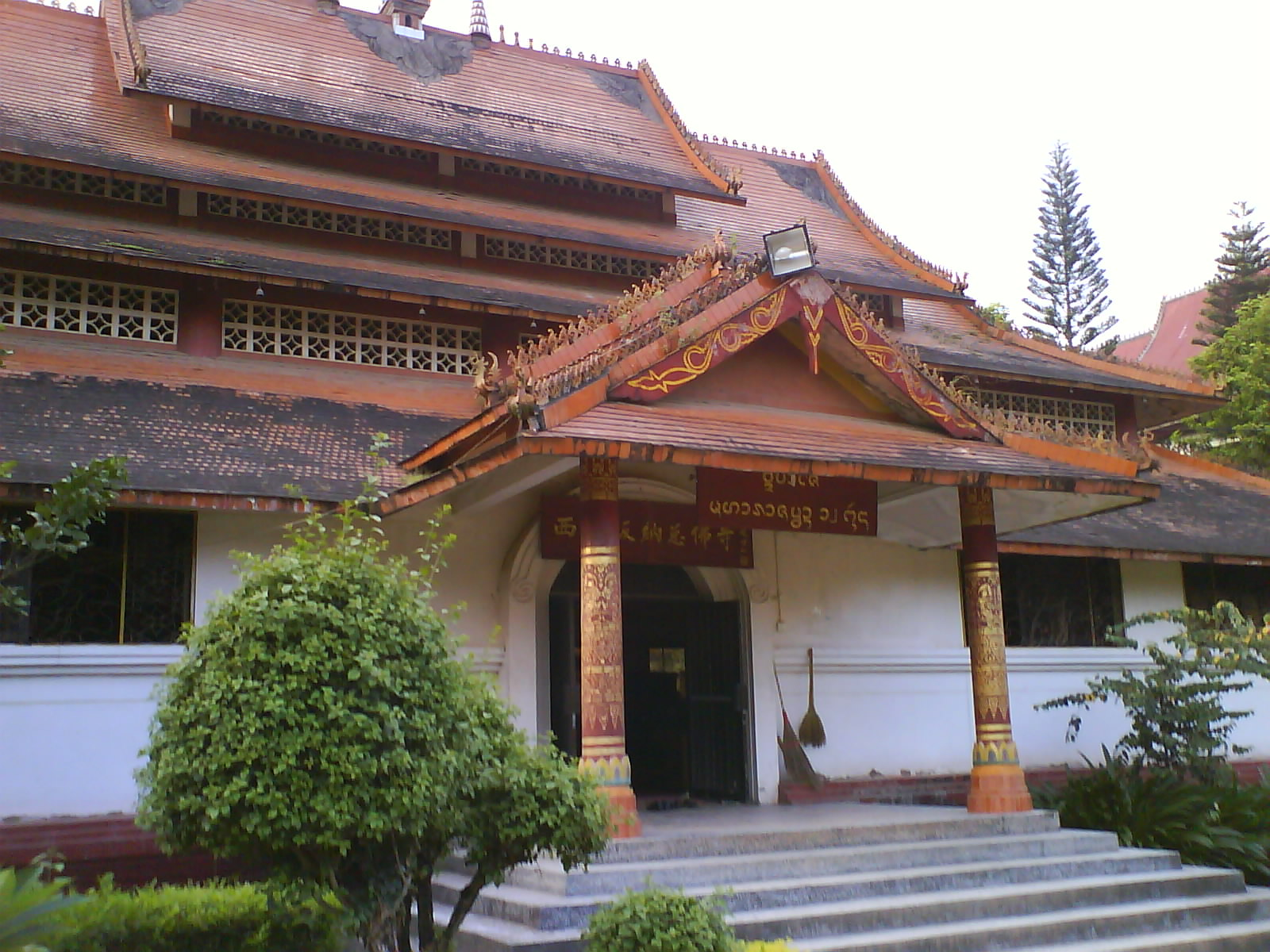
Temple bouddhiste comportant un écriteau en dai, à Xishuangbanna dans la province du Yunnan.

Bien que reconnu officiellement comme une seule ethnie par l’État chinois, les Dai représentent plusieurs groupes culturels et linguistiques distincts. Les langues principalement parlées par les Dai sont le tai lü (dai du Xishuangbanna), le tai nüa (dai de Dehong) et le tai hongjin; d'autres langues écrites utilisées par les Dai en Chine sont le tai pong[réf. nécessaire], le tai dam (tai noir) et le tai ya. Ce sont toutes des langues tai, un groupe de langues voisines qui comprend le thaï, le laotien, ainsi que le shan de Birmanie.
Les langues parlées par les Dai appartiennent au sous-groupe des langues tai du Sud-Ouest rattachées au groupe kam-tai des langues tai-kadai. Certains groupes de Zhuang du Yunnan se désignent également par le nom de Dai mais parlent une langue tai centrale, le dai zhuang.

### Écritures

« Préfecture autonome Dai de Xishuangbanna » en écriture dai de Xishuangbanna

Le Dai le est le nom de l'écriture de la langue Tai nüa, écrite depuis environ 1200.
Le Nouveau dai le ou écriture dai de Xishuangbanna, en chinois 西双版纳傣文, xīshuāngbǎnnà dǎiwén est une écriture créée dans les années 1950 en République populaire de Chine pour retranscrire la langue dai de Xishuangbanna.

## Groupes dai
| Chinois           | Pinyin                    | Tai lü      | Tai nüa         | Thaï     | Standard | Zone                                       |
| ----------------- | ------------------------- | ----------- | --------------- | -------- | --- | ------------------------------------------ |
| 傣仂 (西双版纳傣) | Dǎilè (Xīshuāngbǎnnà Dǎi) | tai51lɯː11  |                 |          | Tai lü, tai lue | Xishuangbanna                              |
| 傣那 (德宏傣)     | Dǎinà (Déhóng Dǎi)        | tai51nəː55  | laːi55tai55lə35 | tai nɯa5 | Tai nüa, tai du nord, tai supérieur, shan chinois                                                                  | Dehong; Myanmar                            |
| 傣担              | Dǎidān                    | tai51dam55  |                 |          | Tai dam, tai noir ; tai lam, lao song dam (littéralement « lao [portant] des pantalons noirs »), tai muan, tai tan | Jinping 金平; Viêt Nam, Laos, Thaïlande    |
| 傣绷              | Dǎibēng                   | tai51pɔːŋ66 |                 |          | | Ruili 瑞丽, Gengma 耿马, le long du Mékong |
| 傣端              | Dǎiduān                   | tai51doːn55 |                 |          | Tai blanc | Jinping 金平                               |
| 傣雅              | Dǎiyǎ                     | tai51jaː35  |                 |          | Tai ya | Xinping 新平, Yuanjiang 元江               |
| 傣友              | Dǎiyǒu                    | tai51jiu11  |                 |          | | Yuanyang 元阳, le long de la rivière Rouge |

## Culture

### Cultures et élevage
Les Dai sont agriculteurs, cultivant des variétés tropicales telles que la noix de coco, les bananes ou le pamplemousse, au-delà de leur nourriture de base qui est le riz. Beaucoup de Dai vivent près du Mékong qui forme de nombreux méandres jusqu’au sud du Yunnan. L'élevage de poules y est également courant.

### Religion
Les Dai suivent leur religion traditionnelle ainsi que le Bouddhisme theravâda et entretiennent des coutumes et des fêtes similaires à celles d’autres peuples thaï. Ils appartiennent aux rares groupes originaires de Chine qui pratiquent l’école theravâda du bouddhisme.

### Musique
Le hulusi (littéralement, calebasse-soie), est un instrument typique de la région. Son anche libre lui donne une sonorité douce.

### Tradition de bijouterie

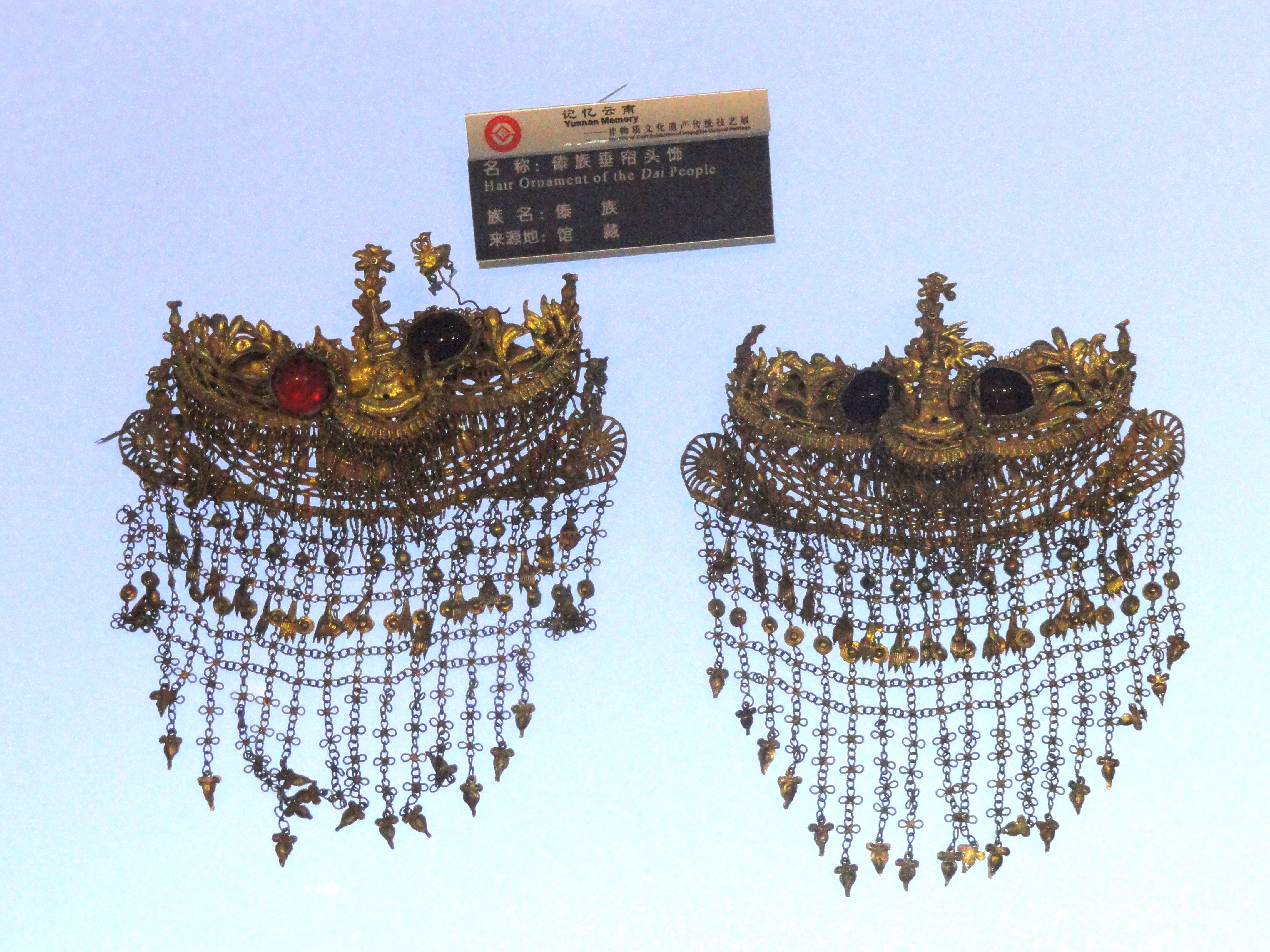
Bijoux dai portés dans les cheveux

Dans la tradition dai, les hommes pour obtenir une femme en mariage doivent durant trois ans montrer leur fidélité, effectuer les travaux de la ferme et des champs et scruter la montagne à la recherche de pierres précieuses et d'argent (le Yunnan est particulièrement riche en argent). Les hommes dai excellent dans la fabrication des bijoux qu'ils fabriquent pour donner à leurs épouses ou futures épouses.